# Plump Lake
Plump Lake är en sjö i Algoma District i provinsen Ontario i den sydöstra delen av Kanada. Plump Lake ligger 233 meter över havet. Sjön har sitt utlopp i norr och vattnet rinner 0,2 kilometer till Chiblow Lake. Plump Lake tillhör Blind Rivers avrinningsområde.